# Norton Commander 600
La Norton Commander 600 è una motocicletta realizzata dalla casa motociclistica inglese Norton dal 1988 al 1992.

## Descrizione
La moto si caratterizzava per l'utilizzo di un motore Wankel a doppio rotore dalla cilindrata di 588 cm³ con raffreddamento a liquido e carburatori Mikuni, condiviso con la Norton F1. 
La trasmissione era composta da cambio manuale a 5 rapporti, con catena primaria duplex e trasmissione finale a corona.
Il Commander andava a sostituire la precedente Interpol 2 raffreddam ad aria, per avere una maggiore potenza e affidabilità. Alcune parti e componenti della moto (come ruote, forcelle, strumentazione e freni) era condivise con la Yamaha XJ 900.
Furono realizzate due versioni della Commander: la P52 era il modello monoposto costruito per l'impiego da parte della polizia; il secondo denominato P53 era biposto e destinato alla vendita a clienti privati. Sia la P52 che la P53 avevano le borse laterali integrate nella carenatura in fibra di vetro.